# Reichenauskolan

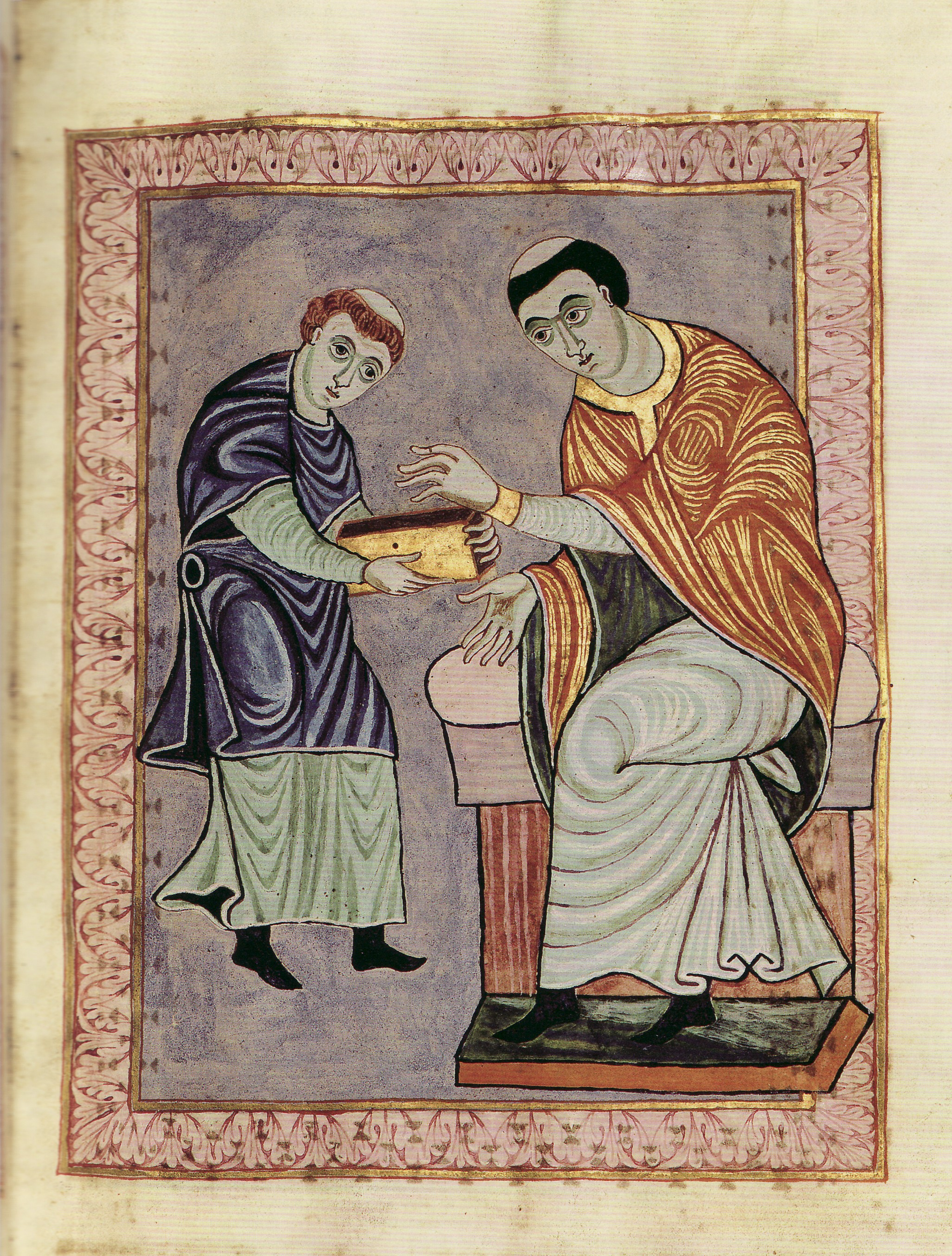
Del av dedikationssidan i Gero-Codex: författaren Anno överlämnar sitt verk till Gero I.

Reichenauskolan, även "målarskolan i Reichenau", är ett samlingsbegrepp för de verk som tillskrivs konstnärer verksamma inom bokmåleriet på klosterön Reichenau under 900- och 1000-talet.
Det rör sig om cirka 40, mestadels liturgiska handskrifter, som räknas till höjdpunkterna inom konsten under 900- och 1000-talet. Utifrån deras utformning och stil tillskrivs de ett gemensamt ursprung i klostret i Reichenau i Bodensjön. Ur paleografisk synvinkel uppvisar skrifterna egenskaper som i sin tur tillskrivs scriptorierna i Trier, Köln och Seeon.
Genom donationer från såväl världsliga som andliga ledare gavs verken till kyrkor över hela det ottonska och saliska riket, och på grund av sin dyrbara utformning kom det bara att användas vid särskilda tillfällen.
En del av skrifterna som idag finns i bibliotek i hela Europa, är sedan 2003 ett av Unescos världsminne. 

## Verk i urval
- Bambergsapokalypsen (tyska: Bamberger Apokalypse; Msc.Bibl.140) i Bambergs statsbibliotek (tyska: Staatsbibliothek Bamberg)
- Kommentaren till Höga Visan, Ordspråksboken och Daniels bok (tyska: Kommentar zum Hohen Lied, zu den Sprüchen Salomos und zum Buch Daniel; Msc.Bibl.22) i Bambergs statsbibliotek
- Codex Egberti i Stadtbibliothek Trier
- Egbert-Psalter i Museo Archeologico Nazionale, Cividale del Friuli
- Evangeliar Ottos III. i Bayerische Staatsbibliothek, München
- Epistolar in Cambridge i Fitzwilliam-Museum, Cambridge
- Evangeliar aus dem Bamberger Dom i Bayerischen Staatsbibliothek
- Evangelistar aus Poussay i Bibliothèque nationale de France, Paris
- Gero-Codex i  Universitäts- und Landesbibliothek Darmstadt
- Gesta Witigowonis i Badische Landesbibliothek
- Hildesheimer Orationale i Dombibliothek Hildesheim
- Hillinus-Codex i Erzbischöflichen Diözesan- und Dombibliothek Köln
- Liuthar-Evangeliar i Aachener Domschatzkammer
- Missale-Fragment in Paris i Bibliothèque nationale de France
- Petershausener Sakramentar i Universitätsbibliothek Heidelberg
- Perikopenbuch Heinrichs II. i Bayerischen Staatsbibliothek
- Reichenauer Evangelistar från Stadtbibliothek Leipzig på permanent lån till Universitätsbibliothek Leipzig
- Reichenauer Perikopenbuch i Herzog August Bibliothek i Wolfenbüttel

### Översättning
Den här artikeln är helt eller delvis baserad på material från tyskspråkiga Wikipedia.